# Games
Games (conocida en español como La muerte llama a la puerta en España y La muerte toca a la puerta en México) es una película de terror psicológico estadounidense de 1967 dirigida por Curtis Harrington y protagonizada por Simone Signoret, James Caan y Katharine Ross. Su trama sigue a dos hastiadas personas de la alta sociedad de Manhattan que se involucran en una serie de juegos psicológicos con una agente de cosméticos alemana a quien invitan a su casa.

## Argumento
El empresario Paul Montgomery y su esposa heredera Jennifer son dos miembros de la alta sociedad del Upper East Side de Nueva York, ricos pero indiferentes, con una actitud que a veces acompaña a los más privilegiados: una propensión a divertirse de una manera extraña, elegante y exclusiva. Con frecuencia organizan trucos de magia y otros juegos sociales para sus compañeros en su espaciosa casa, revelando ocasionalmente lo que parece ser una veta juguetona y sádica.
Lisa Schindler, una anciana alemana, llega un día a su puerta vendiendo cosméticos. Después de que casi se desmaya y enferma, Jennifer acepta dejarla pasar la noche. A la pareja le gusta Lisa, quien profesa tener habilidades psíquicas, y Jennifer le pide que organice algunos «juegos» para su diversión. Lisa procede a crear varias situaciones de discordia doméstica simulada a las que la pareja puede reaccionar, entre ellas una aventura amañada entre Jennifer y el repartidor de comestibles, Norman. Inicialmente, Paul se enfurece al encontrar a Norman en el dormitorio de la pareja, pero se sorprende cuando aparece Lisa, revelando que se trata de una configuración falsa.

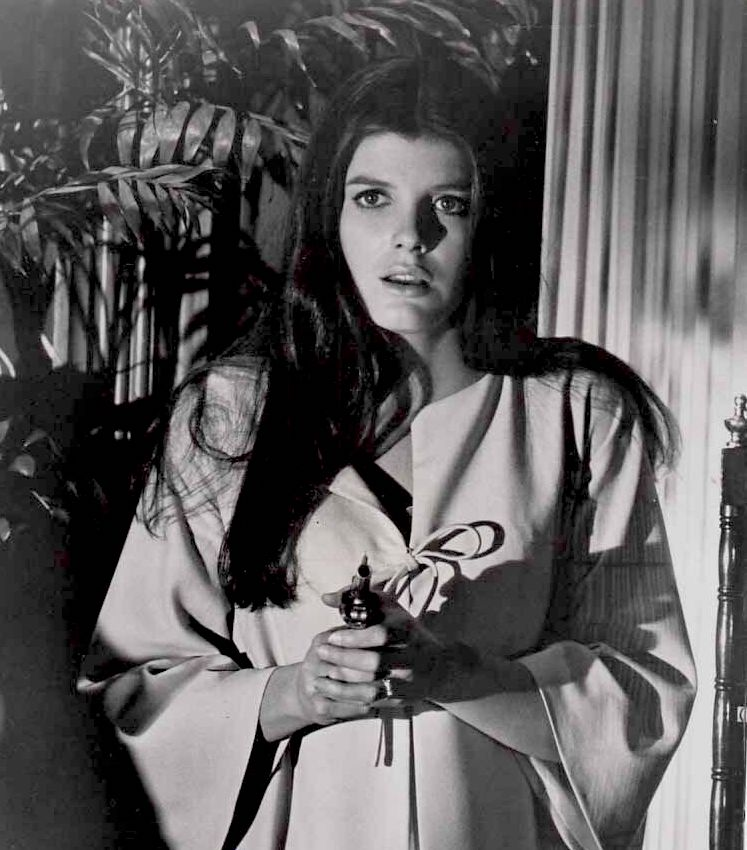
Katharine Ross como Jennifer en el final de Games.

Cuando Norman entrega la compra al día siguiente, Paul lo ve hacer un avance romántico hacia Jennifer. Paul lo amenaza con un revólver y le dispara, pero dispara balas de fogueo. Paul y Jennifer comienzan a reír y le revelan a Norman que solo están bromeando. Paul vuelve a disparar juguetonamente el arma, pero esta vez le dispara a Norman en la cabeza y lo mata. Presa del pánico, Paul guarda el cadáver ensangrentado de Norman en un pequeño ascensor de la casa y Jennifer envía a Lisa a la farmacia a comprar un ungüento para distraerla.
Esa noche, Jennifer droga a Lisa con un sedante para que Paul pueda decidir cómo deshacerse del cuerpo de Norman. Finalmente decide recubrirlo con yeso, presentándolo como una nueva estatua entre la colección de la pareja. Por la mañana, Lisa le hace una lectura detarot a Jennifer y le saca la carta de la Muerte, lo que la molesta. A última hora de la noche, Lisa se acerca a Jennifer y le confía que siente un fantasma en la casa. En el salón, Jennifer se horroriza al ver la aparición de Norman con una bala en el ojo.
Lisa se marcha por la mañana después de un enfrentamiento con Paul, y Paul se dirige a Maine en un viaje de negocios, dejando a Jennifer sola. Mientras mira televisión, Jennifer escucha ruidos en la casa y se corta la electricidad. En la cocina, ve acercarse la figura de un hombre, parecido a Norman. Entra rápidamente al ascensor y sube las escaleras, donde intenta utilizar el teléfono, pero lo encuentra desactivado. Norman entra a la habitación y se acerca a Jennifer, con el ojo ensangrentado, y ella, temerosa, le dispara varias veces, matándolo. Paul entra a la habitación momentos después y quita una prótesis del ojo de Norman. Paul llama tranquilamente a la policía y les informa que su esposa ha cometido un asesinato. Jennifer se da cuenta de que Paul la ha tendido una trampa y la ha manipulado para matar a alguien y así poder heredar su fortuna; Norman, que aceptó participar, fue una víctima involuntaria.
Después del arresto de Jennifer, Paul y Lisa comparten una bebida de celebración mientras Paul le da una parte del diez por ciento de la fortuna de Jennifer. Mientras toman sus bebidas, Paul pronto comienza a sentirse mal. Al darse cuenta de que Lisa ha envenenado su bebida, se desploma momentos después y muere. Lisa sale de la casa con un maletín lleno de dinero.

## Reparto
- Simone Signoret como Lisa Schindler.
- James Caan como Paul Montgomery.
- Katharine Ross como Jennifer Montgomery.
- Don Stroud como Norman.
- Kent Smith como Harry Gordon.
- Estelle Winwood como Miss Beattie.
- Marjorie Bennett como Nora.
- Ian Wolfe como Dr. Edwards.
- Anthony Eustrel como Winthrop.
- Eloise Hardt como Celia
- George Furth como Terry, invitado a la fiesta.
- Peter Brocco como Conde, invitado a la fiesta.
- Florence Marly como Baronesa.
- Stuart Nisbet como Detective.
- William O'Connell como invitado a la fiesta.
- Luana Anders como invitada a la fiesta.